# بيار الجميل
بيار الجميّل (1905-1984)، سياسي لبناني ومؤسس حزب الكتائب. كان من أبرز السياسيين اللبنانيين طوال أكثر من 40 عاما وأحد أبرز أركان الجبهة اللبنانية أثناء الحرب الأهلية اللبنانية. شغل عدة مناصب وزارية ابتداءً من العام 1958 إلى وفاته، كما انتخب عضوًا في المجلس النيابي سنوات 1960، 1964، 1968، 1972. انتخب ولداه بشير ثم أمين سنة 1982 في منصب رئاسة الجمهورية، وكان حفيده بيار أمين الجميل وزيرًا للصناعة في حكومة فؤاد السنيورة حتى اغتياله في 21 نوفمبر 2006.
جذور بيار الجميل من أصل شوام مصر حيث هربت أسرته إلى مصر في سنة 1914 بسبب معارضة الأسرة لحكم الدولة العثمانية، كان يملك صيدلية في ساحة الحناطير في حيفا بدولة فلسطين أيام الانتداب الإنجليزي.

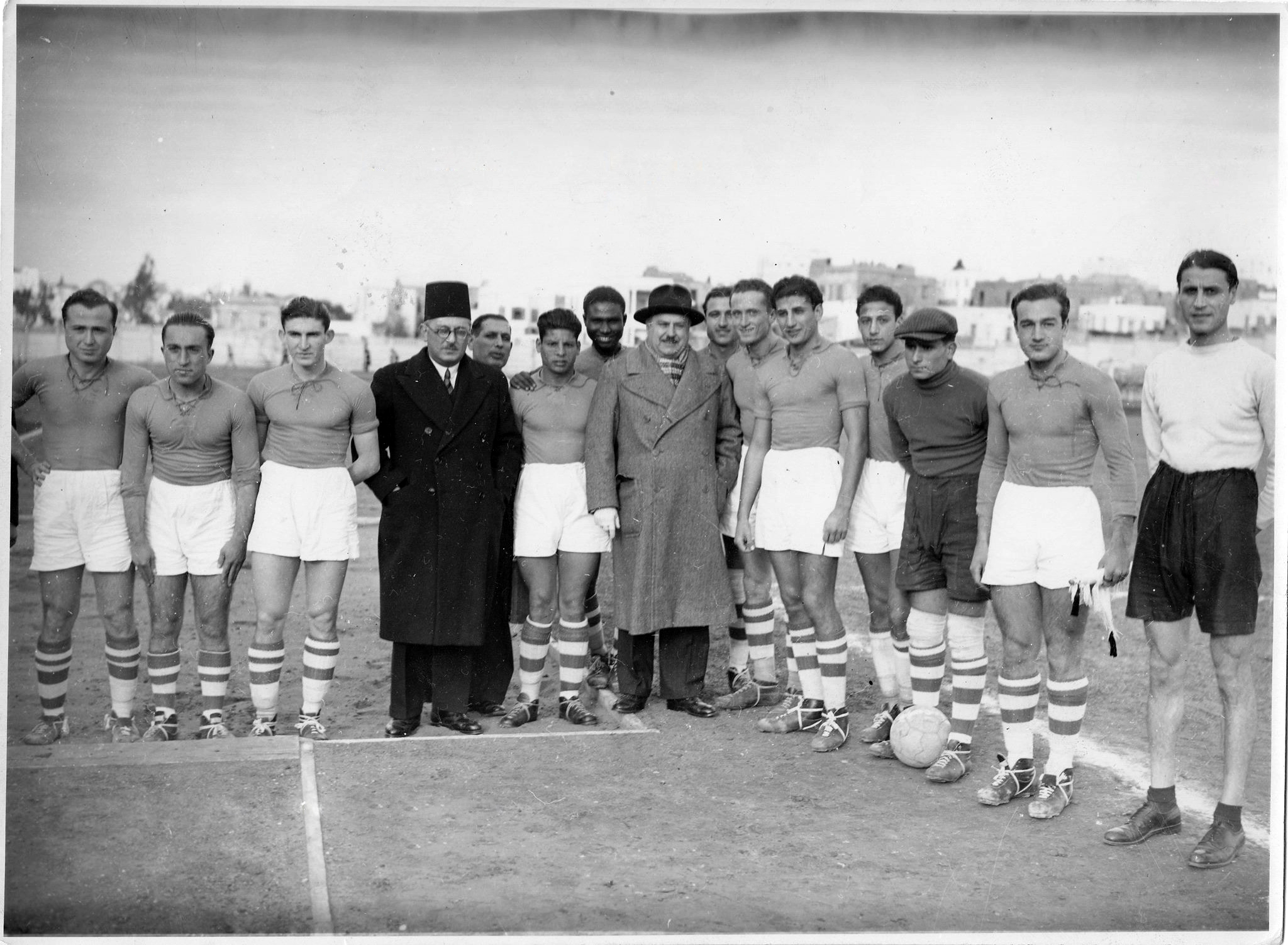
بيار الجميل (أقصى اليمين) قبل المباراة الودية في بيروت ضد نادي أدميرا فيينا النمساوي في 1937.

## المناصب التي شغلها

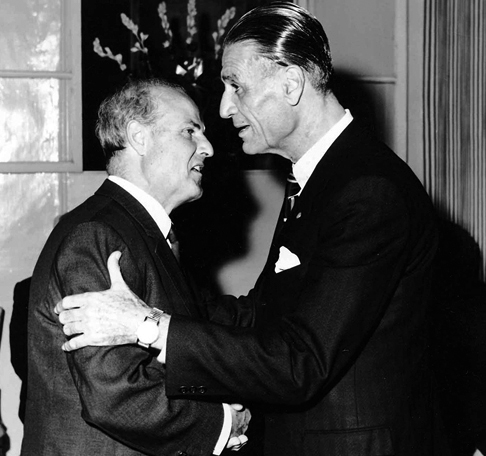
بيار الجميل (يمين) مع وليم حاوي (يسار)، رئيس حزب الكتائب اللبنانية.

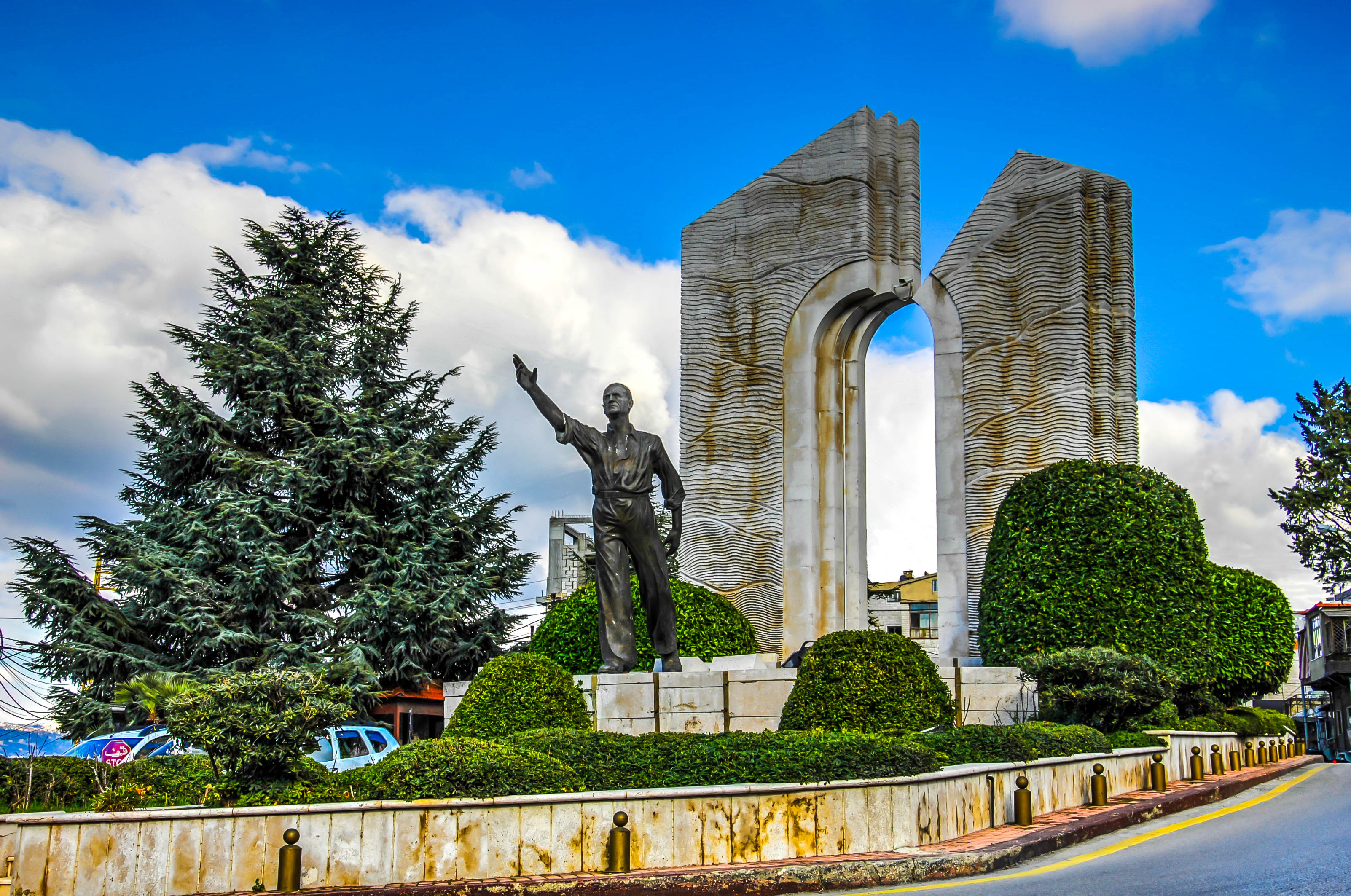
النصب التذكاري للشيخ بيار الجميل في مسقط رأسه في بكفيا في لبنان.

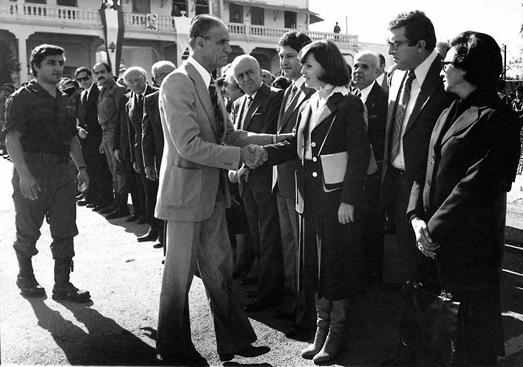
بشير الجميل مع والده بيار وعائلة وليم حاوي في الحدث السنوي لحزب الكتائب اللبنانية في 1977.

- وزير الأشغال العامة : من عام 1958-10-14 حتى عام 1960-05-14 في حكومة الرئيس رشيد كرامي في عهد الرئيس فؤاد شهاب.
- وزير التربية الوطنية : من 1958-10-14 حتى 1959-10-07 في حكومة الرئيس رشيد كرامي في عهد الرئيس فؤاد شهاب.
- وزير الزراعة : من 1958-10-14 حتى 1959-10-07 في حكومة الرئيس رشيد كرامي في عهد الرئيس فؤاد شهاب.
- وزير الصحة العامة : من 1958-10-14 حتى 1960-05-14 في حكومة الرئيس رشيد كرامي في عهد الرئيس فؤاد شهاب.
- وزير المالية : من 1960-08-01 حتى 1961-05-20 في حكومة الرئيس صائب سلام في عهد الرئيس فؤاد شهاب
- وزير الصحة العامة : من 1961-05-20 حتى 1961-10-31 في حكومة الرئيس صائب سلام في عهد الرئيس فؤاد شهاب.
- وزير المالية : من 1961-05-20 حتى 1961-10-31 في حكومة الرئيس صائب سلام في عهد الرئيس فؤاد شهاب.
- وزير دولة لشؤون الأشغال العامة والنقل : من 1961-10-31 حتى 1964-02-20 في حكومة الرئيس رشيد كرامي في عهد الرئيس فؤاد شهاب.
- وزير الأشغال العامة : من 1964-11-18 حتى 1965-07-25 في حكومة الرئيس حسين العويني في عهد الرئيس شارل حلو.
- وزير الداخلية : من 1966-04-09 حتى 1966-12-06 في حكومة الرئيس عبد الله اليافي في عهد الرئيس شارل حلو.
- وزير الصحة العامة : من 1968-10-12 حتى 1968-10-20 في حكومة الرئيس عبد الله اليافي في عهد الرئيس شارل حلو.
- وزير المالية : من 1968-10-12 حتى 1968-10-20 في حكومة الرئيس عبد الله اليافي في عهد الرئيس شارل حلو.
- وزير البرق والبريد والهاتف : من 1968-10-20 حتى 1969-01-15 في حكومة الرئيس عبد الله اليافي في عهد الرئيس شارل حلو.
- وزير الداخلية : من 1968-10-20 حتى 1969-01-15 في حكومة الرئيس عبد الله اليافي في عهد الرئيس شارل حلو.
- وزير السياحة : من 1968-10-20 حتى 1969-01-15 في حكومة الرئيس عبد الله اليافي في عهد الرئيس شارل حلو.
- وزير الصحة العامة : من 1968-10-20 حتى 1969-01-15 في حكومة الرئيس عبد الله اليافي في عهد الرئيس شارل حلو.
- وزير المالية : من 1969-01-15 حتى 1969-01-22 في حكومة الرئيس رشيد كرامي في عهد الرئيس شارل حلو.
- وزير الأشغال العامة والنقل : من 1969-11-25 حتى 1970-10-13 في حكومة الرئيس رشيد كرامي في عهد الرئيس شارل حلو.
- وزير البريد والمواصلات السلكية واللاسلكية : من 1984-04-30 حتى 1984-08-29 في حكومة الرئيس رشيد كرامي في عهد الرئيس أمين الجميل.
- وزير الشؤون الاجتماعية : من 1984-04-30 حتى 1984-08-29 في حكومة الرئيس رشيد كرامي في عهد الرئيس أمين الجميل.
- وزير الصحة العامة : من 1984-04-30 حتى 1984-08-29 في حكومة الرئيس رشيد كرامي في عهد الرئيس أمين الجميل.

## روابط خارجية
- بيار الجميل على موقع الموسوعة البريطانية (الإنجليزية)
- بيار الجميل على موقع مونزينجر (الألمانية)
- بيار الجميل على موقع إن إن دي بي (الإنجليزية)